# Tom Clancy’s Rainbow Six: Rogue Spear – Urban Operations
Tom Clancy's Rainbow Six: Rogue Spear – Urban Operations это первое дополнение для компьютерной игры Tom Clancy’s Rainbow Six: Rogue Spear, увидевшее свет 1 марта 2000 года. Оно было разработано и издано Red Storm Entertainment и включало в себя восемь новых сюжетно не связанных карт и пять карт из оригинальной Tom Clancy’s Rainbow Six. Также разработчики добавили три новых вида оружия – два пулемёта M249SAW, HK 21E3 и снайперскую винтовку AWS. Южнокорейское издание включает ещё две сюжетные бонусные миссии в качестве приквела к Rainbow Six: Take-Down – Missions in Korea.

## Сюжет
| Место действия  | Дата и время      | Название операции   | Сюжет |
| --------------- | ----------------- | ------------------- | --- |
| Турция, Стамбул | 02.02.2003, 18:50 | Стальная комета     | Курдские экстремисты совершили налет на дипломатическую миссию ООН, организующую переговоры о перемирии в Турции. Представители ООН были взяты в заложники. Турецкая полиция отследила похитителей до рынка. |
| Англия, Лондон  | 03.04.2003, 12:30 | Девственная луна    | Радикальные ирландские лоялисты, бежавшие после взрыва бомбы в центре Лондона, забаррикадировались на станции метро.                                                                                         |
| Италия, Венеция | 20.06.2003, 14:00 | Дворец ацтеков      | Террористы захватили здание венецианской библиотеки и заминировали его. |
| Мексика, Мехико | 18.08.2003, 05:45 | Бесконечная семерка | Революционеры совершили набег на международный экономический саммит в Мехико. После того, как приехала полиция, террористы отступили к складским строениям в центре города.                                  |
| Китай, гонконг  | 06.10.2003, 23:00 | Нефритовый ключ     | Китайские бандиты захватили гостиницу, где проживали местные чиновники. |

## Оценки
| Сводный рейтинг    | Сводный рейтинг |
| Агрегатор          | Оценка          |
| ------------------ | --------------- |
| GameRankings       | 82,87 %         |
| Иноязычные издания |                 |
| Издание            | Оценка          |
| GameSpot           | 7,2/10          |
| IGN                | 8/10            |

Дополнение получило хорошие оценки критиков. Средний балл на агрегаторе GameRankings составил 82,87 %.